# Paratoxopoda barbata
Paratoxopoda barbata är en tvåvingeart som beskrevs av Ozerov 1993. Paratoxopoda barbata ingår i släktet Paratoxopoda och familjen svängflugor.
Artens utbredningsområde är Kongo. Inga underarter finns listade i Catalogue of Life.